# Autopista del Cantábrico
La autopista del Cantábrico o AP-8 es una autopista de pago que se extiende a lo largo de la costa del País Vasco (España). Comienza en la unión con la autopista A-63 francesa, en el puente internacional de Biriatou (frontera con Francia) en Behovia, barrio de Irún (Guipúzcoa) y llega hasta Bilbao (Vizcaya), donde enlaza con la AP-68. A partir de ahí se designa autovía del Cantábrico o A-8. Tiene una longitud de 116 km, de los cuales 37 km son de triple carril por sentido Bilbao-Durango, así como el tramo San Sebastián (Arriceta)-Orio y en construcción de triple calzada Durango-Éibar.
Anteriormente se denomina la autopista A-8 en el trayecto de Behovia-Bilbao. La denominación AP-8 en País Vasco, el tramo entre Behovia y Bilbao, se administra por las dos diputaciones forales (Diputación Foral de Guipúzcoa y Diputación Foral de Vizcaya).

## Historia
La AP-8 (de peaje) se construyó en la década de 1970 como la primera fase de la Autovía del Cantábrico, con la adjudicación del contrato de concesión administrativa en el año 1968. Esta primera fase se encargó de cubrir las necesidades de las grandes ciudades del norte. La conservación, explotación y mantenimiento de la AP-8 se divide en dos tramos y a su vez en dos sociedades públicas que las gestionan. En Vizcaya se encarga la sociedad pública Interbiak y en Guipúzcoa, la agencia guipuzcoana de infraestructuras, Bidegi. Aunque su identificador debería ser AP-8, mantiene el identificador A-8 al ser una autopista de titularidad del Gobierno Vasco, por medio de las diputaciones forales, la cual no se ha adaptado al cambio de denominaciones de autovías y autopistas del 2003 (solo se ha adaptado la denominación a AP-8 en los tramos donde se ha mejorado la autopista, en el segundo cinturón de San Sebastián y en la Variante Sur Metropolitana de Bilbao al ser variantes nuevas, conservando el nombre de A-8 en los tramos tradicionales más antiguos). Además, en los carteles informativos del segundo cinturón de San Sebastián se puede considerar que la AP-1 recorre la AP-8 desde Francia hasta el enlace 15A donde se separa hacia Vitoria. Su identificador europeo es E-70 (en todo su recorrido) y también al compartir trazado con la AP-1 tiene como identificadores europeos la E-5 y la E-80.
El tramo Yurreta - Abadiño está libre de peaje para recorridos internos, al igual que los orígenes que provienen de Bilbao con destino Hospital de Galdácano - Vitoria (por N-240).
En el entorno de Bilbao, conviven la A-8 tradicional, sin peaje, con la nueva Variante Sur Metropolitana de Bilbao, de peaje, con la denominación E-70/AP-8. A partir de Bilbao la autopista pasa a denominarse A-8 (no tiene peaje) y continúa hacia Galicia pasando por Torrelavega -donde enlaza con la Autovía Cantabria-Meseta (A-67)-, Gijón y Avilés. En la ronda de Gijón conecta con la AS-I (Autovía Minera) que comunica con Langreo, Mieres y León. También en la circunvalación gijonesa enlaza con la AS-II (Autovía Industrial), nuevo eje de comunicación entre Gijón y Oviedo. A las afueras de Gijón está el nudo de Serín que conecta con la A-66 en dirección Oviedo y León. Termina en Baamonde desembocando en la A-6 entre La Coruña y Lugo.

### Inauguraciones
- Inauguración de la autopista a su paso por el País Vasco (tramo Behovia-Bilbao):
  - Behovia - Ventas de Irún: 14 de abril de 1976 - Esta inauguración permitió la conexión directa con la autopista francesa A63 a través del Puente Internacional de Biriatou sobre el río Bidasoa, uniéndose al tramo inaugurado el 3 de julio de 1976 (unos 3 días antes ha puesto en servicio) entre esta localidad y Ciboure
  - Ventas de Irún - San Sebastián (Este): 5 de septiembre de 1975
  - Variante de San Sebastián (original): 12 de septiembre de 1972
  - Segundo Cinturón de San Sebastián: 25 de junio de 2010
  - San Sebastián (Oeste) - Zarauz: 24 de julio de 1974
  - Zarauz - Zumaya: 1 de mayo de 1974
  - Zumaya - Elgóibar: 10 de diciembre de 1973
  - Elgóibar - Éibar: 23 de junio de 1973
  - Éibar - Durango: 14 de septiembre de 1972
  - Durango - Amorebieta-Echano: 28 de octubre de 1971
  - Amorebieta-Echano - Basauri: 25 de junio de 1971
  - Variante Sur Metropolitana de Bilbao: 10 de septiembre de 2011

## Tramos
| Denominación            | Tramo | Kilómetros               | Año servicio |
| ----------------------- | --- | ------------------------ | --- |
| E-5 E-70 E-80 AP-1 AP-8 | Puente internacional de Biriatou (frontera francesa) | 0,1                      | 1976 |
| E-5 E-70 E-80 AP-1 AP-8 | Behovia - Ventas de Irún | 5,5                      | 1976 |
| E-5 E-70 E-80 AP-1 AP-8 | Ventas de Irún - Rentería GI-20 Tramo original: Ventas de Irún - Rentería GI-20 Tramo ampliado: Ventas de Irún - Oyarzun | 5,7 5                    | 2 carriles por sentido: 1975 3 carriles por sentido: 2006                                                           |
| E-5 E-70 E-80 AP-1 AP-8 | Segundo Cinturón de San Sebastián Tramo: Rentería - Arizeta | 17,0                     | 2010 |
| E-5 E-70 E-80 AP-1 AP-8 | Arizeta GI-20 - Zarauz Tramo original: Arizeta GI-20 - Zarauz Tramo ampliado: Arizeta - Orio (sentido Oeste) Tramo ampliado: Arizeta - Orio (sentido Este) | 16,0 7,1 7,1             | 2 carriles por sentido: 1974 3 carriles por sentido: 2009                                                           |
| E-5 E-70 E-80 AP-1 AP-8 | Zarauz - Zumaya | 14,5                     | 1974 |
| E-5 E-70 E-80 AP-1 AP-8 | Zumaya - Elgóibar | 17,0                     | 1973 |
| E-5 E-70 E-80 AP-1 AP-8 | Elgóibar - Éibar AP-1 | 11,8                     | 1973 |
| E-70 AP-8               | Éibar AP-1 - Durango | 14,0                     | 1972 |
| E-70 AP-8               | Durango - Amorebieta Tramo original: Durango - Amorebieta Tramo ampliado: Guerediaga - Yurreta Tramo ampliado: Yurreta - Montorra | 14,0 3,5 8,5             | 2 carriles por sentido: 1971 3 carriles por sentido: 2012 3 carriles por sentido: 2007                              |
| E-70 AP-8               | Amorebieta - Basauri Tramo original: Amorebieta - Basauri Tramo ampliado: Larrea - Boroa Tramo ampliado: Boroa - Erletxe Tramo ampliado: Erletxe - El Gallo Tramo ampliado: El Gallo - Galdácano Tramo ampliado: Galdácano - Irubide Tramo ampliado: Irubide - Basauri | 14,0 1,2 3 1,8 1,9 2 0,6 | 2 carriles por sentido: 1971 3 carriles por sentido: 2011 3 carriles por sentido: 2006 3 carriles por sentido: 2007 |
| E-70 AP-8 (Supersur)    | Variante Sur Metropolitana de Bilbao Tramo (fase Ia): Santurce A-8 - Larrasquitu A-8 BI-631 Tramo (fase Ib): Peñascal - Venta Alta AP-68 | 17,8 3                   | 2011 2023 |

## Recorrido

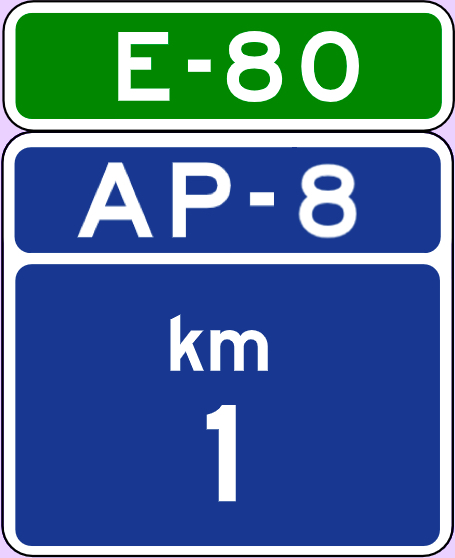
Hito kilométrico de la AP-8.

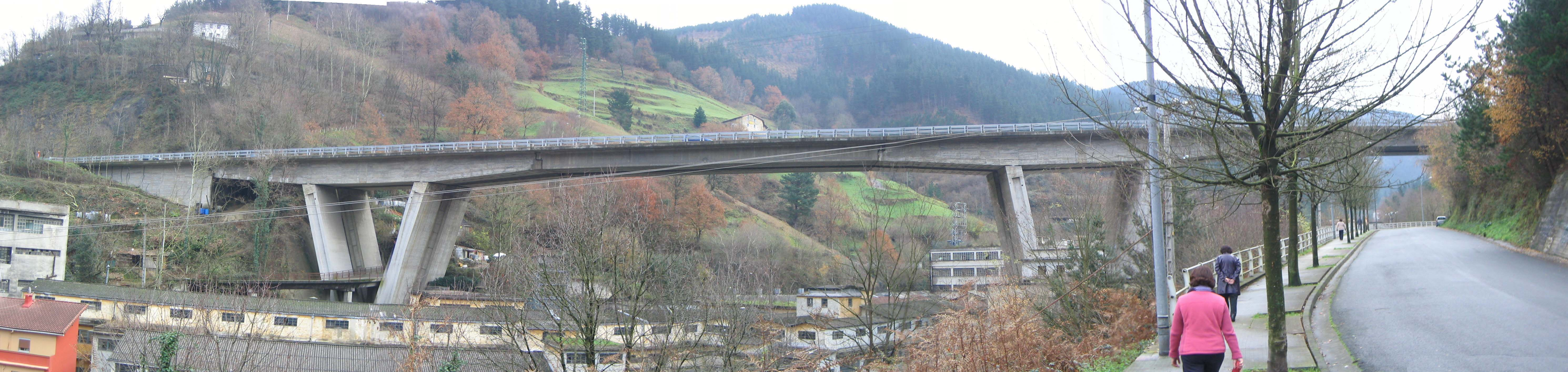
Viaducto de la AP-8 en Éibar.

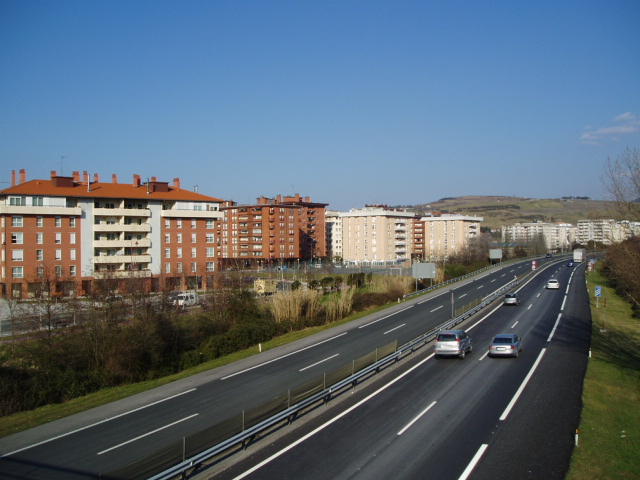
La AP-8 a su paso por Zarauz.

| Velocidad | Esquema | Salida  | Sentido Galicia (ascendente)                                                            | Sentido Francia (descendente)                                         | Carretera                       | Señal |
| --------- | ------- | ------- | --------------------------------------------------------------------------------------- | --------------------------------------------------------------------- | ------------------------------- | ----- |
|           |         |         | Inicio de la autopista del Cantábrico                                                   | Comienzo de la Autoroute de la Côte Basque o des Estuaires            |                                 |       |
|           |         |         | Guipúzcoa EUSKADI/PAÍS VASCO                                                            | Pirineos Atlánticos / Lapurdi NUEVA AQUITANIA                         | A63 E05 E70 E80                 |       |
|           |         | 0       | Irún (Behovia) aeropuerto Garraio-terminala Terminal de transportePamplonaSan Sebastián | Irún Pamplona                                                         | N-121a N-I                      |       |
|           |         | 4       |                                                                                         | Irún                                                                  |                                 |       |
|           |         | 7       | Irún Fuenterrabía Aeropuerto                                                            | Irún merkatal zentrua/centro comercial Fuenterrabía aeropuerto        | GI-636                          |       |
|           |         |         | Peaje de Irún                                                                           |                                                                       |                                 |       |
|           |         |         | zerbitzugunea Oyarzun área de servicio                                                  |                                                                       |                                 |       |
|           |         | 11      | Oyarzun Rentería Este                                                                   |                                                                       | GI-2132 GI-636                  |       |
|           |         | 12      | Rentería (Beraun) Pasajes San Sebastián                                                 | Rentería (Beraun) Pasajes Rentería Oyarzun                            | GI-20 GI-636 GI-2132 GI-2134    |       |
|           |         |         | Túnel de Aginaztegi 521 m                                                               |                                                                       |                                 |       |
|           |         |         | Túnel de Txoritokieta 174 m                                                             |                                                                       |                                 |       |
|           |         |         | Túnel de Menditxo 425m                                                                  |                                                                       |                                 |       |
|           |         | 19      | Hernani Pamplona San Sebastián Irunlarrea Astigarraga                                   | Hernani San Sebastián Irunlarrea Astigarraga                          | A-15 GI-41 GI-131               |       |
|           |         |         | Túnel de Arizmendi 161m                                                                 |                                                                       |                                 |       |
|           |         |         | Área de servicio de Hernani                                                             |                                                                       |                                 |       |
|           |         |         | Túnel de Galarreta 80 m                                                                 |                                                                       |                                 |       |
|           |         | 24      | Lasarte-Oria Tolosa Andoáin Pamplona                                                    |                                                                       | A-I E-5 A-15                    |       |
|           |         |         | Túnel de Aritzeta 264m                                                                  |                                                                       |                                 |       |
|           |         | 27      |                                                                                         | San SebastiánLasarte-Oria Pamplona                                    | GI-20 GI-11 A-15                |       |
|           |         | 33      | Orio Aya                                                                                |                                                                       | N-634                           |       |
|           |         | 38      | Zarauz Getaria                                                                          | Zarauz Getaria                                                        | N-634                           |       |
|           |         |         | Peaje de Zarauz                                                                         |                                                                       |                                 |       |
|           |         |         | Túnel de Meaga 465 m                                                                    |                                                                       |                                 |       |
|           |         | 48      | Cestona Zumaya Azpeitia                                                                 | Cestona Zumaya Azpeitia                                               | N-634                           |       |
|           |         | 54      | Itziar Deba                                                                             | Itziar Deba                                                           | GI-3295 N-634 N-634d            |       |
|           |         |         | Área de servicio de Itziar                                                              |                                                                       |                                 |       |
|           |         |         | Túnel de Itziar 490 m                                                                   |                                                                       |                                 |       |
|           |         |         | Túnel de Istiña 196m                                                                    |                                                                       |                                 |       |
|           |         | 64      | Elgoibar MendaroAzkoitia                                                                | Elgoibar MendaroAzkoitia                                              | N-634 GI-2634                   |       |
|           |         | 69      | Bergara Vitoria Burgos Madrid Algeciras                                                 | Vergara Mondragón Vitoria                                             | E-80 E-5 AP-1                   |       |
|           |         | 71      | Éibar Este Placencia de las Armas                                                       | Éibar Placencia de las Armas                                          | N-634 GI-627                    |       |
|           |         |         | Bizkaia EUSKADI/PAÍS VASCO                                                              | Guipúzcoa EUSKADI/PAÍS VASCO                                          |                                 |       |
|           |         | 77      | Éibar Oeste Ermua                                                                       | Éibar Oeste Ermua                                                     | N-634                           |       |
|           |         |         | Túnel de Zaldibar 599 m                                                                 |                                                                       |                                 |       |
|           |         | 84      | Elorrio Abadiño Berriz Marquina-Jemein                                                  | Elorrio Abadiño Berriz Marquina-Jemein                                | N-636 N-634 BI-633              |       |
|           |         | 88      | Yurreta Durango Vitoria                                                                 | Yurreta Durango Vitoria                                               | N-634 BI-623                    |       |
|           |         | 97      | AmorebietaGuernica                                                                      |                                                                       | N-634 BI-635                    |       |
|           |         | 100     | Amorebieta-Echano Guernica y Luno                                                       |                                                                       | N-634 BI-635                    |       |
|           |         |         | Área de servicio de Amorebieta                                                          |                                                                       |                                 |       |
|           |         | 100     |                                                                                         | Amorebieta-Echano Guernica y Luno                                     | N-634 BI-635                    |       |
|           |         | 103     | aeropuerto Bilbao Baracaldo Guecho                                                      |                                                                       | N-637                           |       |
|           |         | 104     |                                                                                         | aeropuerto Bilbao Túnel de Artxanda Santander                         | N-637                           |       |
|           |         | 105     | Galdácano VitoriaGaldácano                                                              | Galdácano VitoriaGaldácano                                            | N-240 N-634                     |       |
|           |         | 107     |                                                                                         | Galdácano                                                             |                                 |       |
|           |         | 109     | Bilbao (Begoña)                                                                         |                                                                       | N-634                           |       |
|           |         | 110/111 | Basauri Vitoria Burgos                                                                  | Basauri merkatal zentrua/centro comercialVitoria San Sebastián Burgos | BI-625 N-240 N-634 AP-68 BI-625 |       |
|           |         |         | Túnel de Malmasin 1330 m                                                                |                                                                       |                                 |       |
|           |         |         |                                                                                         | Vitoria Burgos                                                        | AP-68 E-804                     |       |
|           |         |         | Inicio de la autovía del Cantábrico                                                     | Inicio de la autopista del Cantábrico                                 | A-8 E-70                        |       |